# Gilmar Mendes

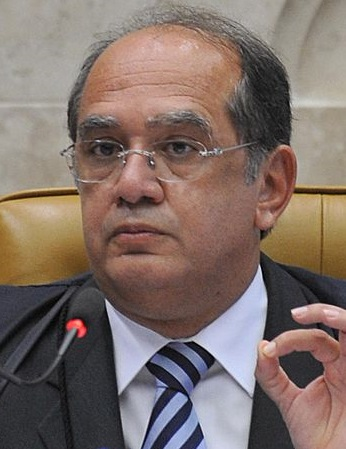
Gilmar Mendes (2009)

Gilmar Ferreira Mendes (* 30. Dezember 1955 in Diamantino, Mato Grosso) ist ein brasilianischer Jurist, Richter und Professor für Staatsrecht, insbesondere Verfassungsrecht an der  Universidade de Brasília.

## Leben
Mendes ist der Sohn von Francisco Ferreira Mendes und Nilde Alves Mendes. 1975 trat er eine Juristenausbildung an der Rechtsfakultät der Universität in Brasília an, einen Doktortitel erhielt er an der deutschen Universität Münster.

## Juristische Laufbahn
Er ist seit 20. Juni 2002 Richter (portugiesisch Ministro genannt) des Supremo Tribunal Federal (Oberster Bundesgerichtshof, STF). Er war von Staatspräsident Fernando Henrique Cardoso ernannt worden und diente in den folgenden Präsidentschaftszeiten von Luiz Inácio Lula da Silva, Dilma Rousseff, Michel Temer und Jair Bolsonaro.
Von 2008 bis 2010 war er Präsident des Obersten Bundesgerichtshofs.
Vom 21. Februar 2006 bis zum 25. April 2006 war er erstmals zusätzlich Präsident des Tribunal Superior Eleitoral (TSE), deutsch Oberster Wahlgerichtshof, ein weiteres Mal vom 12. Mai 2016 bis zum 6. Febr. 2018. In dieser Amtszeit gab er die ausschlagende Stimme, mit der der frühere Präsident Michel Temer von dem Vorwurf der Wahlkampfunregelmäßigkeiten freigesprochen wurde.

### Entscheidungen und Konflikte
In 2012 versuchte er, auch durch Hilfe der Bundespolizei, gegen die portugiesischsprachige Wikipedia vorzugehen, weil sie parteiisch und manipulativ sei.
Mendes machte innerhalb der STF-Richterschaft am häufigsten vom Habeas-Corpus-Akt gemäß Artikel 102, Punkt I, Absatz d und i der Verfassung von 1988 Gebrauch, was bei Prozessen mit hohem politischen Interesse nicht immer Zustimmung fand.
Am 13. September 2016 erhielt der brasilianische Bundessenat Anträge für ein Amtsenthebungsverfahren (Impeachment) gegen den Richter Gilmar Mendes. Eine Woche später teilte der Präsident des Senats Renan Calheiros in einer Plenarsitzung die Einreichung von Anträgen auf Amtsenthebung gegen den Minister mit. Am 5. Dezember 2016 wurde Calheiros dann selbst durch das Oberste Bundesgericht wegen des Verdachts der Veruntreuung vorläufig seines Amtes als Senatspräsident enthoben.
Vor dem Hintergrund der COVID-19-Pandemie in Brasilien und der Entscheidung des STF, dass es den Bundesstaaten zustehe, selbst über Isoliermaßnahmen zu entscheiden, griff Mendes den Präsidenten Jair Bolsonaro und das Militär während der Übertragung der ersten Videositzung des STF im April 2020 hart an: Zitat: „Der Präsident der Republik hat die Befugnis, seinen Gesundheitsminister [i. e. Mandetta] sogar zu entlassen, aber er hat nicht die Befugnis, letztendlich eine genozidale öffentliche Politik zu betreiben.“

## Schriften (Auswahl)
- Die abstrakte Normenkontrolle vor dem Bundesverfassungsgericht und vor dem brasilianischen Supremo Tribunal Federal. In: Schriften zum öffentlichen Recht. Band 607. Duncker & Humblot, Berlin 1991, ISBN 3-428-07277-4 (com.br – Dissertation, Universitat Münster).
- O domínio da União sobre as terras indígenas. O Parque Nacional do Xingu. Ministério Público Federal, Brasília 1988.
- Jurisdição constitucional. O controle abstrato de normas no Brasil e na Alemanha. 5. Auflage. Saraiva, São Paulo 2005, ISBN 8502050737.
- Estado de direito e jurisdição constitucional. 2002–2010. Saraiva, São Paulo 2011, ISBN 9788502095113.

## Auszeichnungen
Zweimal erhielt er den renommierten Literaturpreis Prêmio Jabuti: 2008 für das mit Inocêncio Mártires Coelho und Paulo Gustavo Gonet Branco verfasste Curso de Direito Constitucional und 2014 für den mit Ingo Wolfgang Sarlet, Lenio Luiz Streck, J.J. Gomes Canotilho und Léo Ferreira Leoncy verfassten Verfassungskommentar Comentários à Constituição do Brasil.